# Uterga
Uterga ist ein kleiner Ort am spanischen Jakobsweg, Camino Francés, in der Autonomen Gemeinschaft Navarra. Der Ort liegt im Tal Valle de Izarbe, im Windschatten des Bergzugs Sierra del Perdón. Die gotische Pfarrkirche des Dorfes ist Mariä Himmelfahrt geweiht.

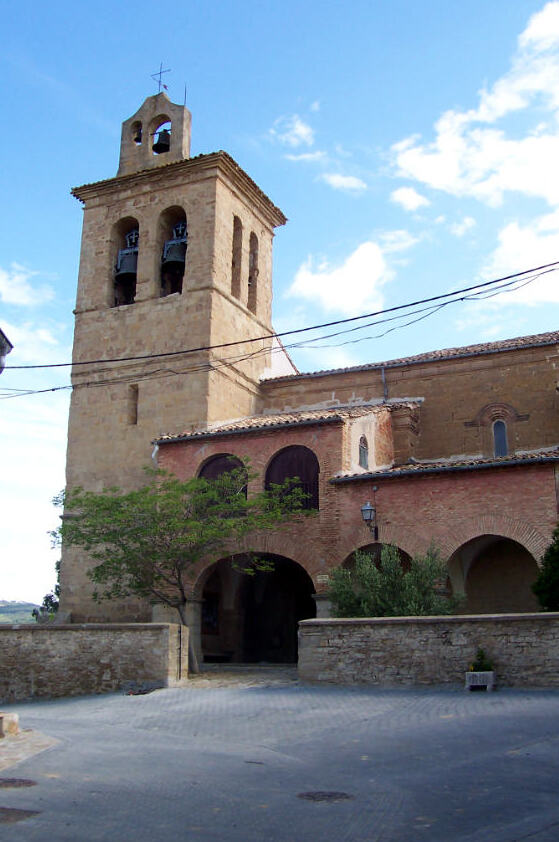
Uterga, Kirche Mariä Himmelfahrt

## Wappen
Beschreibung: In Rot drei aufrechte goldenen gebundene Kornähren.